# Blatnická dolina

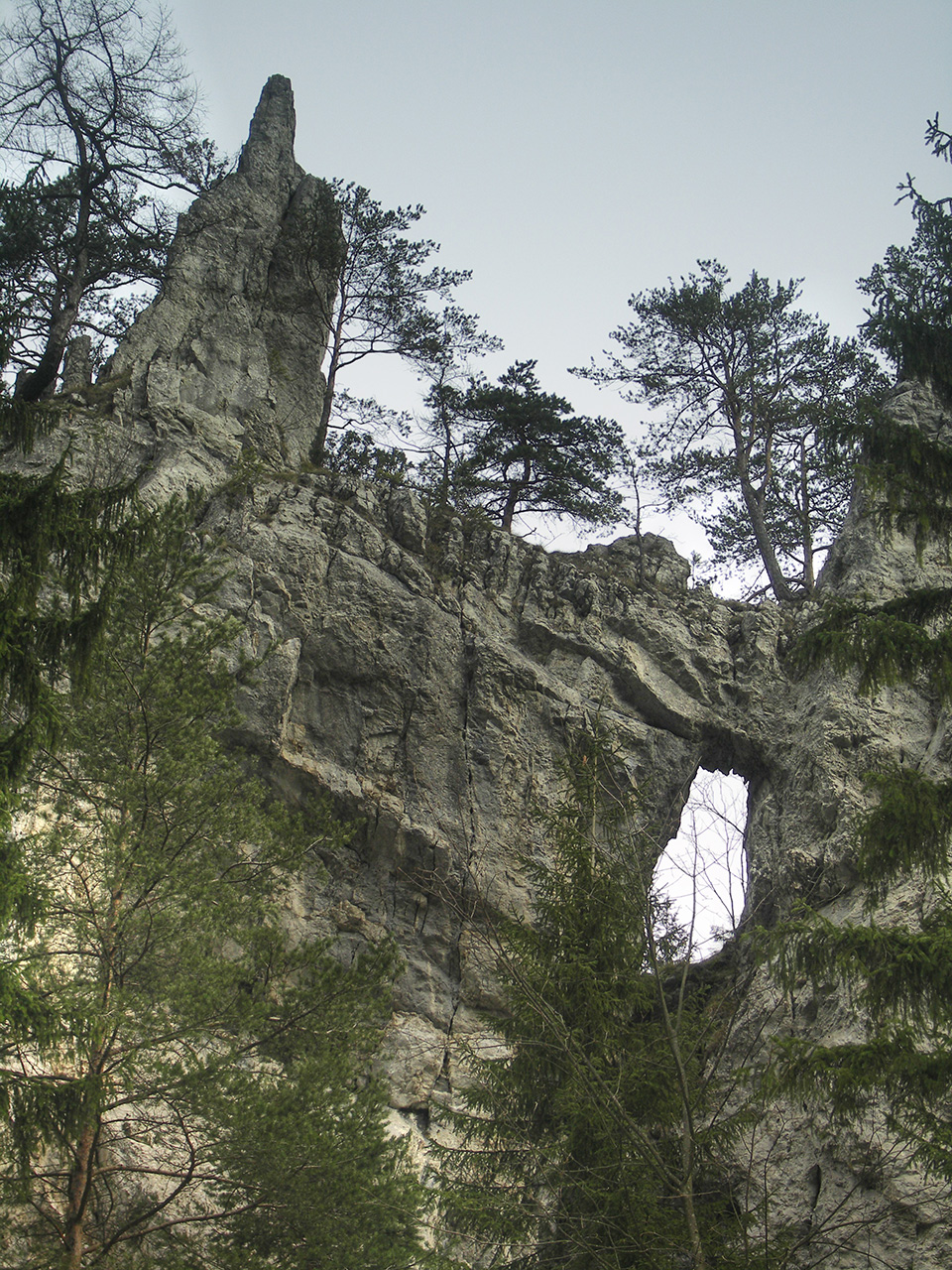
Okno skalne w Dolinie Blatnickiej

Blatnická dolina – duża dolina w południowo-zachodniej części grupy górskiej Wielkiej Fatry na Słowacji, uchodząca w miejscowości Blatnica do Kotliny Turczańskiej. Długość (wraz z Doliną Rakytovską) 8 km. Na całej długości płynie nią Blatnicki Potok.

## Charakterystyka geomorfologiczna
Dolina, ciągnąca się z północnego zachodu na południowy wschód, jest głęboko wcięta w grube warstwy wapieni i dolomitów, budujących południowo-zachodnią część Wielkiej Fatry, znanej jako Skalna Fatra (słow. Bralná Fatra). Od strony północno-wschodniej ogranicza ją (orograficznie) grzbiet biegnący od Haľamovej kopy przez Chládkove úplazy (1228 m) po Ostrą, zaś od strony południowo-zachodniej grzbiet biegnący od szczytu Kameň (1263 m) przez Veľký Rakytov, Drienok po Červené (869 m). Dno doliny, poza jedynie dwoma stromszymi odcinkami, wznosi się łagodnie, natomiast jej stoki są strome i skaliste, bardzo mocno rozczłonkowane bocznymi dolinkami i żlebami. Większe z nich to: Buková dolina, Juriašova dolina, Horný Jasenok i Mohošova dolina. Górna część doliny to Rakytovská dolina. Skalne ściany i turnie wznoszą się w większości wyżej na stokach i formujących się na nich grzbiecikach, ale miejscami wyrastają wprost z dna doliny. Z bocznych dolinek i wielu żlebów spływają liczne, choć częściowo okresowe, cieki wodne, zasilające Blatnicki Potok.

## Przyroda
Szata roślinna doliny jest bardzo bogata i urozmaicona. Obie strony potoku i biegnącej wzdłuż niego drogi pokrywa wąski pas łąk. Stoki aż po grzbiety otaczające dolinę, w zależności od ukształtowania i ekspozycji, pokrywają w większości różne facje buczyn. W wyższych położeniach bukom zaczyna towarzyszyć świerk, a na piargach i skalnych usypiskach wypierają je jawor i jesion. Na ekstremalnie eksponowanych stanowiskach na graniach i uskokach skalnych ścian rośnie – jako relikt z czasów trzeciorzędu – sosna zwyczajna, której często towarzyszy jarząb mączny lub modrzew europejski. W głębokich, zacienionych i wilgotnych bocznych dolinkach i żlebach występuje tu wiele gatunków alpejskich, natomiast na eksponowanych ku południu grańkach, ścianach i upłazkach szereg gatunków ciepłolubnych i kserofilnych.
Cała dolina leży w granicach Parku Narodowego Wielka Fatra. Jej prawa (północno-wschodnia) połowa, aż po Haľamovą kopę, znajduje się w granicach rezerwatu przyrody Tlstá, natomiast zamknięcie doliny, w segmencie od ujścia Mohošovej doliny po odcinek grzbietu od Haľamovej kopy przez Kameň po Malý Rakytov (1201 m) obejmuje rezerwat przyrody Veľká Skalná.

## Szlaki turystyczne
Ze wsi Blatnica całą długością doliny, i dalej, do źródeł Kráľova studňa, biegnie znakowany kolorem zielonym szlak turystyczny, który łączy się z głównym szlakiem graniowym Wielkiej Fatry – Cestą hrdinov SNP. Odchodzące od niego boczne szlaki umożliwiają zwiedzenie szczytów w otoczeniu Doliny Blatnickiej.
  Blatnica – Blatnická dolina – Juriašova dolina, ustie –  Rakytovská dolina – Rakytovské doliny, spoj. – Sedlo pod Smrekovom – Kráľova studňa, prm. (skrzyżowanie z  Cestą hrdinov SNP). Odległość 14 km, suma podejść 1045 m, suma zejść 210 m, czas przejścia 4:45 h, z powrotem 3:55 h
  Juriašova dolina, ustie – Juriašova dolina – Zadná Ostrá. Odległość 2,3 km, suma podejść 585 m, suma zejść 5 m, czas przejścia 1:45 h, z powrotem 1:10 h
  Rakytovské doliny, spoj. – Malý Rakytov, ubočie (skrzyżowanie ze szlakiem niebieskim). Odległość 1,4 km, suma podejść 295 m, suma zejść 0 m, czas przejścia 50 min, z powrotem 35 min